# La Chapelle-Monthodon
La Chapelle-Monthodon korábbi község Franciaországban, Aisne megyében. Lakosainak száma 202 fő (2018. január 1.). La Chapelle-Monthodon Baulne-en-Brie, Saint-Agnan, Le Breuil, Courthiézy, Dormans és Igny-Comblizy községekkel határos.
2016. január 1-jén Baulne-en-Brie és Saint-Agnan korábbi községgel egyesült és az így létrejött Vallées en Champagne új község része lett.

## Népesség
A település népességének változása:
| Lakosok száma | 193  | 178  | 167  | 173  | 209  | 183  | 188  | 190  | 202  | 202  |
|               | 1962 | 1968 | 1982 | 1990 | 1999 | 2008 | 2011 | 2013 | 2017 | 2018 |